# Lambert Hammer
Lambert Hammer (* 20. Februar 1763 in Haselünne; † 19. Mai 1831 in Münster) war ein preußischer Landrat des Kreises Münster von 1817 bis 1831.

## Leben
Lambert Hammer trat am 18. Juli 1779 als Kadett in die fürstlich münsterischen Dienste ein und wurde am 26. Juni 1801 zum Hauptmann und Kompaniechef befördert. Nach der Entlassung aus dem Heeresdienst war er vom 8. Mai 1809 bis zum 18. November 1813 Maire von St. Mauritz. Im Jahre 1814 wechselte er in die kommunale Verwaltung des Landratsamtes Münster. Die königlich-preußische Regierung Münster ernannte ihn am 9. August 1816 vorbehaltlich der Zustimmung durch den preußischen König zum Landrat. Am 16. Januar 1817 wurde er definitiv zum Landrat des Kreis Münster ernannt.

## Ehrungen
- Roter Adlerorden III. Klasse